# Volkan Bozkır
Volkan Bozkır, né le 22 novembre 1950 à Ankara, est un diplomate et homme politique turc.

## Biographie
Volkan Bozkır est diplômé de la faculté de droit de l'université d'Ankara. Il maîtrise parfaitement l'anglais et le français. Il est élu député de la deuxième circonscription électorale de la province d'Istanbul lors des élections législatives de 2011. 
Il est ministre des Affaires européennes et négociateur en chef à l’adhésion de la Turquie à l’Union européenne du 29 août 2014 au 28 août 2015 dans le gouvernement d'Ahmet Davutoğlu. Il est de nouveau ministre avec les mêmes attributions entre le 24 novembre 2015 et le 24 mai 2016.
Seul candidat à la présidence de la 75e session de l'Assemblée générale de l'Organisation des Nations unies, il est élu le 17 juin 2020 avec 178 sur 192 voix des États membres de l'ONU et devient ainsi le premier ressortissant turc à remplir cette fonction,. Il entre en fonction le 15 septembre, jour de l'ouverture de la session à New York.